# 黄金のペットボトル

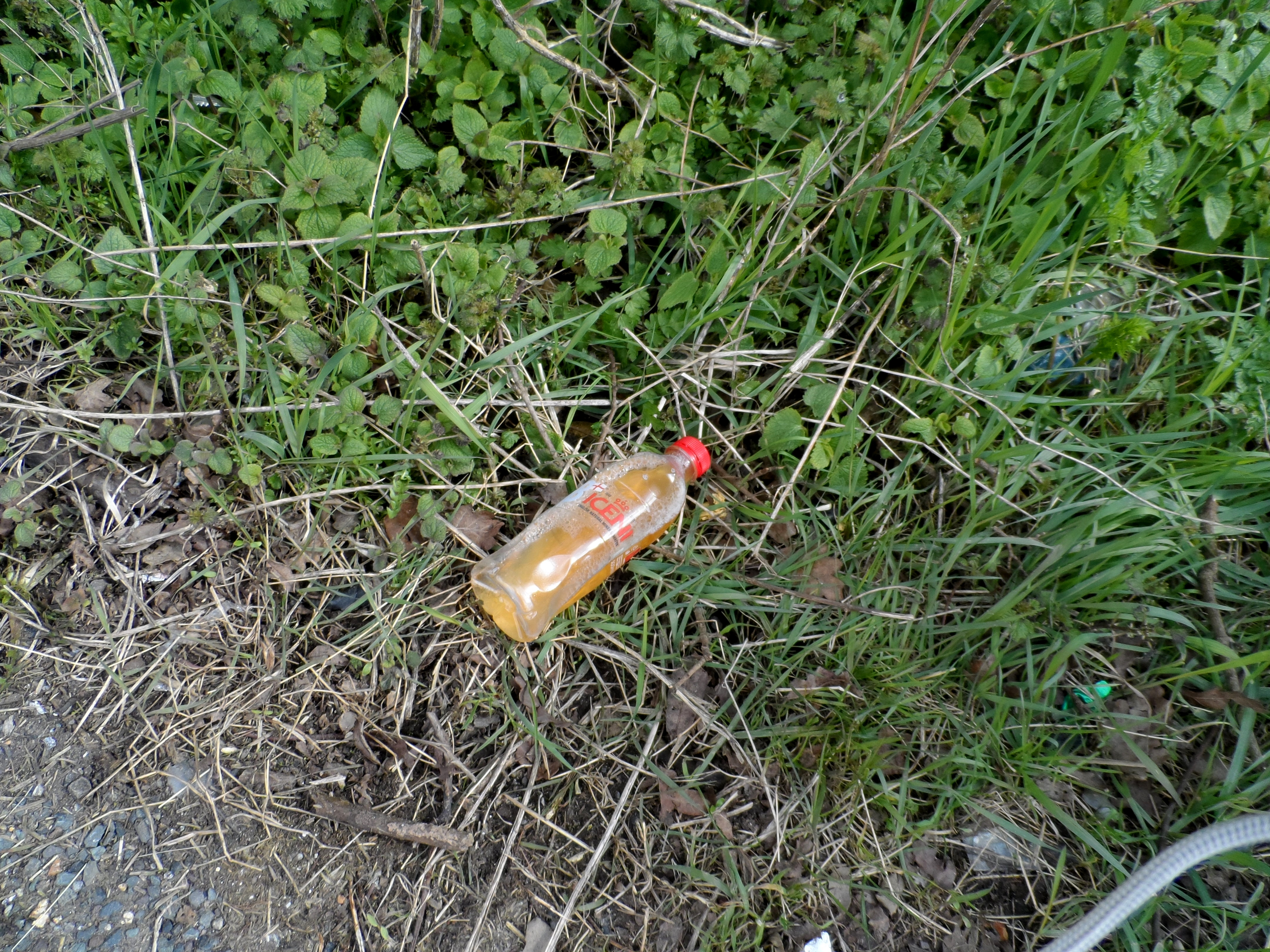
道端に投棄された尿入りのペットボトル（イギリス）

黄金のペットボトル（黄金ペット）あるいはションペットとは、人間の尿が入れられているために、黄金色の液体がはいっているようにみえるペットボトルのことである。
見ためにはお茶の飲み残しと変わらないが、中身には強い悪臭がして、扱い方によっては破裂する可能性もある。とくにトラック運転手が走行中にトイレに寄る時間を節約する目的で、車内でペットボトルに排尿して道路に投棄するため、幹線道路上で目撃されることが多い。

## 運送業界
黄金ペットの投棄は、廃棄物処理法違反（５年以下の懲役または1千万円以下の罰金）になる可能性がある
。
この黄金ペットの投棄問題については、2018年にはすでに報道されており、全国的な問題とされる。東京新聞の清掃業者への聞き取りによると、たとえば当時の国道298号では「月一回の清掃で、約十三キロ区間に六、七十本出てくる」という状況だった。この問題については、国土交通省も把握しており、中央分離帯にネットや柵を設けるなどの対策を進めているが、根本的な解決にはなっていないという。
背景については、運送業界で働くドライバーがおかれる過酷な労働環境が指摘されている。配送の時間指定は厳守する必要があるのに対して、とくに都市部では大型トラックが駐車できる場所が限られており、さらに地方出身の運転手はそういった駐車スペースの把握がそもそも難しいからである。

## 富士山
尿入りのペットボトルの投棄問題ついては、富士山の清掃キャンペーンを行っている元登山家の野口健も証言をしている。野口によれば、富士山麓への尿入りペットボトルの投棄は年を追うごとに増えている。投棄されてから月単位で時間が経過している黄金ペットの色は濃い茶色で、悪臭も強くなっており、清掃ボランティアにとって回収するのが最も精神的につらいゴミだという。野口は、ときに日本の象徴ともされる富士山のふもとで、尿入りのペットボトルが大量に投棄される現象は「日本の病み」ともみなしうると分析している。

## 孤独死の現場
ノンフィクション作家の菅野久美子によれば、尿入りのペットボトルは、男性が孤独死した現場からよく見つかるという。たいてい空いた焼酎のペットボトルを尿瓶がわりにするためである。遺品整理事業をおこなう石見良教によると、時にゴミ屋敷と化した孤独死現場では、尿入りのペットボトルが1本みつかれば、経験的にはあと100本は家の中にあるという。そのような場合、ペットボトルへの排尿がもはや日常的になっており、トイレはペットボトルという感覚だったのだろうと石見は語っている。また、石見は「女性が住んでいた住宅でもありますよ」と語っており、性別に関わらずこうした問題がある事が窺える。